# Problemy Współczesnego Prawa Międzynarodowego, Europejskiego i Porównawczego
Problemy Współczesnego Prawa Międzynarodowego, Europejskiego i Porównawczego  (skrót: PWPM) – czasopismo prawnicze wydawane przez Instytut Europeistyki Uniwersytetu Jagiellońskiego.
Problemy Współczesnego Prawa Międzynarodowego, Europejskiego i Porównawczego ukazują się od 2003 r. jako rocznik redagowany przez pracowników naukowych Instytutu Europeistyki UJ. Redaktorem naczelnym od momentu założenia czasopisma do 2013 r. był dr hab. Paweł Czubik (obecnie prof. Uniwersytetu Ekonomicznego w Krakowie). Od 2014 r. redaktorem naczelnym czasopisma jest dr Wojciech Burek. W czasopiśmie zamieszczane są artykuły z dziedzin: prawa międzynarodowego publicznego i prywatnego, prawa europejskiego, w tym prawa Unii Europejskiej oraz prawa porównawczego. Publikowane są także glosy, raporty i recenzje. Rocznik jest czasopismem punktowanym, znajduje się na liście czasopism punktowanych Ministerstwa Nauki i Szkolnictwa Wyższego, a także jest indeksowany w kilku innych wykazach (m.in. Index Copernicus). 